# Philgamia
Philgamia är ett släkte av tvåhjärtbladiga växter. Philgamia ingår i familjen Malpighiaceae.
Kladogram enligt Catalogue of Life:
| Philgamia | \| \| Philgamia brachystemon \| \| \| \| \| \| Philgamia denticulata \| \| \| \| \| \| Philgamia glabrifolia \| \| \| \| \| \| Philgamia hibbertioides \| \| \| \| |
|           | \| \| Philgamia brachystemon \| \| \| \| \| \| Philgamia denticulata \| \| \| \| \| \| Philgamia glabrifolia \| \| \| \| \| \| Philgamia hibbertioides \| \| \| \| |
|           | Philgamia brachystemon |
|           | |
|           | Philgamia denticulata |
|           | |
|           | Philgamia glabrifolia |
|           | |
|           | Philgamia hibbertioides |
|           | |